# 奥利耶尔
奥利耶尔（法語：Ollières，法語發音：[ɔljɛʁ]）是法国普罗旺斯-阿尔卑斯-蓝色海岸大区瓦尔省的一个市镇，属于布里尼奥勒区。

## 地理
奥利耶尔（43°28'58"N, 5°49'47"E）面积39.66 平方千米，位于法国普罗旺斯-阿尔卑斯-蓝色海岸大区瓦尔省，该省份为法国东南部沿海省份，北起上普罗旺斯阿尔卑斯省，西北角与沃克吕兹省接壤，西接罗讷河口省，南濒地中海，东临滨海阿尔卑斯省。
与奥利耶尔接壤的市镇（或旧市镇、城区）包括：阿尔蒂格、埃斯帕龙、普尔雪、普里耶尔、圣马克西曼-拉圣博姆、塞永苏尔斯达尔让。

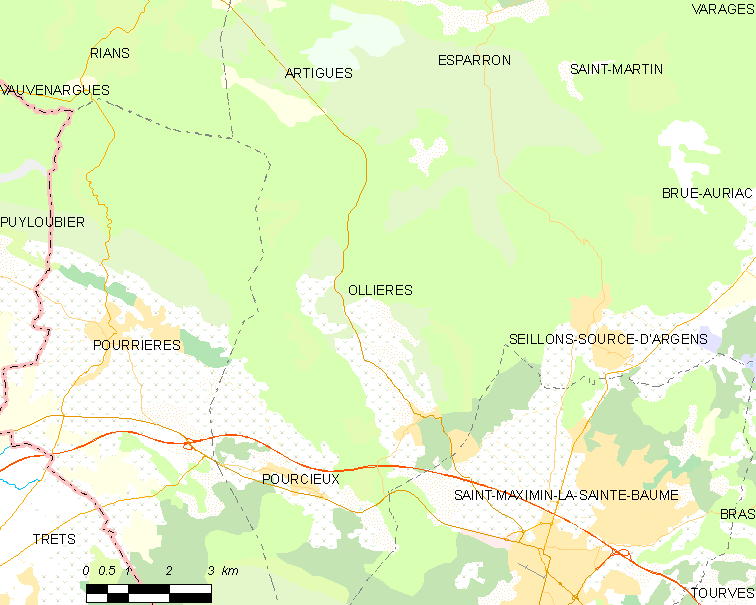
奥利耶尔的OSM定位图

奥利耶尔的时区为UTC+01:00、UTC+02:00（夏令时）。

## 行政
奥利耶尔的邮政编码为83470，INSEE市镇编码为83089。

## 政治
奥利耶尔所属的省级选区为圣马克西曼-拉圣博姆县。

## 人口

1962-2008年间奥利耶尔人口变化图示

奥利耶尔于2022年1月1日时的人口数量为638人。